# Pycnomerus
Pycnomerus es un género de coleóptero de la familia Zopheridae.

## Especies
Las especies de este género son:
- Pycnomerus abnormis
- Pycnomerus ankaratra
- Pycnomerus annae
- Pycnomerus anophthalmus
- Pycnomerus arizonica
- Pycnomerus arizonicus
- Pycnomerus basilewskyi
- Pycnomerus betschi
- Pycnomerus borbonicus
- Pycnomerus brunni
- Pycnomerus cribricollis
- Pycnomerus darlingtoni
- Pycnomerus doelloi
- Pycnomerus fuliginosus
- Pycnomerus germaini
- Pycnomerus ghanensis
- Pycnomerus gomyi
- Pycnomerus grouvellei
- Pycnomerus haematodes
- Pycnomerus hottae
- Pycnomerus inexpectus
- Pycnomerus italicus
- Pycnomerus langelandioides
- Pycnomerus lefevrei
- Pycnomerus lineatus
- Pycnomerus longior
- Pycnomerus lucida
- Pycnomerus microphtalmus
- Pycnomerus mocquerysi
- Pycnomerus nova
- Pycnomerus parvulus
- Pycnomerus peregrinus
- Pycnomerus planus
- Pycnomerus porosa
- Pycnomerus quercus
- Pycnomerus reflexus
- Pycnomerus reitteri
- Pycnomerus ruwenzoricus
- Pycnomerus seychellensis
- Pycnomerus stenosoma
- Pycnomerus sulcicollis
- Pycnomerus tenuiculus
- Pycnomerus terebrans
- Pycnomerus thrinax
- Pycnomerus uniformis
- Pycnomerus valentinei
- Pycnomerus verrucicollis